# Wilhelm Reich
Wilhelm Reich (Dobrjanytsji, 24 maart 1897 – Lewisburg, 3 november 1957) was een Oostenrijks-Amerikaanse psychiater, seksuoloog, psychoanalyticus, bioloog en natuurkundige van Joodse komaf, voornamelijk bekend als een van de meest radicale personen in de geschiedenis van de psychiatrie. Hij was de auteur van meerdere boeken, waaronder Die Massenpsychologie des Faschismus (De massapsychologie van het fascisme) en Charakteranalyse (Karakteranalyse), allebei uitgegeven in 1933. Hij is de vader van de bio-energetica, onder andere via zijn oud-medewerker Alexander Lowen.
Van huis uit psycholoog en freudiaans analyticus (hij wordt gezien als de grondlegger van de leer van de karakterstructuren), werkte hij in de jaren 1920 Freuds theorieën uit in zijn werk De seksuele revolutie, waarbij hij meer de nadruk legde op de collectieve dan op individuele psychische beleving en processen. Zijn werk beïnvloedde een generatie van intellectuelen, waaronder Saul Bellow, William S. Burroughs II, Paul Edwards, Norman Mailer, A.S. Neill, Peter A. Levine en Robert Anton Wilson en hielp de ontwikkeling van innovaties zoals Fritz Perls' gestalttherapie en Arthur Janovs primaltherapie.
Later in zijn leven werd hij een controversieel figuur die zowel geliefd als gehaat was. Hij schond enkele psychoanalytische taboes, zoals het ontwikkelen van lichaamsgerichte psychotherapie waarbij aanraken werd gebruikt tijdens een sessie. Na enkele jaren van microbiologisch onderzoek zei hij dat hij een primordiale kosmische energie had ontdekt die hij orgon noemde. Hij bouwde orgon-energie-accumulators waar patiënten in konden zitten voor het verbeteren van hun gezondheid en stelde goede resultaten te hebben. Deze resulteerden in verhalen in de media over seks-kisten die kanker konden genezen.

## Levensloop
In 1897 werd Reich geboren in de toenmalige Donaumonarchie. In de jaren 1920 werkte hij samen met Freud en was een analist gedurende het grootste gedeelte van zijn leven. Hij besteedde aandacht aan het karakter in plaats van individuele neurotische stoornissen. Ook probeerde hij het marxisme te verzoenen met de psychoanalyse, met het argument dat een neurose voortkomt uit de fysieke, seksuele, economische en sociale omstandigheden van de patiënt. Eveneens steunde hij de ontwikkeling van seksualiteit in de puberteit, de beschikbaarheid van voorbehoedsmiddelen, abortus, scheiding en het belang van de economische onafhankelijkheid van vrouwen.
Reich leefde in Duitsland toen Adolf Hitler in januari 1933 aan de macht kwam. Zijn boek Die Massenpsychologie des Fascimus dateert van datzelfde jaar en geeft een diepgravende analyse van het nazisme en trekt parallellen met het, door hem eerder aangehangen, communisme - waarop de KPD hem uit die partij zette. Op 2 maart van dat jaar publiceerde de nazi-krant Völkischer Beobachter een aanval op een van Reichs pamfletten, namelijk Der Sexuelle Kampf der Jugend. Reich begreep het signaal en vluchtte onmiddellijk naar Wenen en daarna naar Scandinavië. Vandaar vluchtte hij in 1939 naar de Verenigde Staten.
In 1940 begon hij er met het zogeheten Oranur-experiment, waarin hij zijn theorie over orgon nader uitwerkte middels praktische experimenten. Behalve een accumulator voor deze orgon-energie ontwikkelde Reich nog een cloudbuster, een apparaat waarvan hij beweerde dat het stromen van orgon-energie kon manipuleren in de aardatmosfeer en zo regen veroorzaken door de vorming van wolken. Het dodelijke orgon (DOR) zou volgens hem verantwoordelijk geweest zijn voor de droogte en de woestijnvorming. Tijdens een droogte in Arizona was hij op expeditie met zijn cloudbuster en beweerde ufo's te hebben waargenomen. Hij speculeerde dat deze ufo's orgon konden gebruiken voor hun aandrijving. In december 1940 wist Reich Albert Einstein, die toen al in Princeton, New Jersey verbleef, over te halen zelf enkele experimenten uit te voeren met een kleine orgonaccumulator in diens kelder, die zouden aantonen dat de tweede wet van de thermodynamica niet onschendbaar is. Na een aantal pogingen concludeerde Einstein dat er geen onverklaarbare effecten waren.
In 1940 en 1947 werd er onderzoek gedaan naar Reichs mogelijke communistische sympathieën, al of niet in verband met zijn orgontheorie, maar daar bleken volgens de FBI uiteindelijk geen aanwijzingen voor. In 1947 verkreeg de Amerikaanse Food and Drug Administration (FDA)  na een reeks artikelen over orgon in The New Republic en Harper's een gerechtelijk bevel tegen de verkoop van orgonaccumulators tussen staten.

Zonder acht te slaan op het bevel en zijn overtreden daarvan, voerde Reich zijn eigen verdediging waarin hij de rechter vroeg om al zijn boeken te lezen en argumenteerde hij dat een rechtszaal geen plaats was om over wetenschap te oordelen. Hij werd veroordeeld tot twee jaar gevangenisstraf en duizenden kilo's van zijn publicaties werden door de FDA verbrand in augustus 1956. Ruim een jaar later stierf hij in de gevangenis aan hartfalen, enkele dagen voordat hij in aanmerking kwam voor een voorwaardelijke vrijlating.

### Gerechtelijke problemen
In 1947 verscheen een artikel in The New Republik getiteld The strange case of Wilhelm Reich. Uiteindelijk, na een aanklacht en een onderzoek door de Federal Drugs Administration en veel verweer en scheldpartijen van Reich werd deze in 1954 verboden om orgonapparatuur en literatuur op Amerikaans grondgebied over staatsgrenzen te verplaatsen. Reich, die overtuigd was dat deze overheidsinstelling geen zeggenschap had over orgon-energie, weigerde te verschijnen voor de rechter. Reich werd in mei 1956 opnieuw voor de rechter gedaagd en uiteindelijk gearresteerd op grond van vernoemd ongeoorloofd transport. Opnieuw weigerde hij voor de rechter te verschijnen. Naast het transportverbod gebood de rechter ook de vernietiging van al het materiaal met de vermelding orgon-energie (hetgeen leidde tot verbranding van honderden tonnen drukwerk) en bepaalde dat geen enkel boek met een verwijzing naar orgon-energie opnieuw gepubliceerd mocht worden. Wilhelm Reich overleed op 60-jarige leeftijd in een federale gevangenis aan een hartstilstand. Zijn dood kwam vlak voordat hij in aanmerking kon komen voor een voorwaardelijke vrijlating.

### Vernietiging accumulators
Op 5 juni 1956, terwijl Reich zijn hoger beroep voorbereidde, reisden twee FDA-medewerkers naar Orgonon belast met de supervisie over de vernietiging van Reichs accumulators. Daar waren er maar drie van, omdat de meeste toen al verkocht waren. De FDA-medewerkers hadden geen mandaat om de machines te vernietigen, alleen maar om de vernietiging ervan te controleren. Vrienden van Reich en zijn zoon Peter vernietigden de toestellen met bijlen terwijl de agenten toekeken. De agenten kwamen terug op 26 juni ter controle van de vernietiging van het promotiemateriaal, inclusief enkele van Reichs boeken. De American Civil Liberties Union (ACLU) verspreidde op 8 juli een persbericht waarin ze de boekverbranding bekritiseerde, maar er was een slechte verslaggeving van het persbericht. Ook vroeg Reich de ACLU om hem niet te helpen, omdat hij geïrriteerd was dat deze de vernietiging van de orgonaccumulators niet bekritiseerde. Er werd een protestbrief geschreven door A.S. Neill en Herber Read in het Verenigd Koninkrijk, maar zij konden geen publicist vinden.

### Boekverbranding
Zes ton van zijn boeken, tijdschriften en essays werden op 23 augustus 1956 verbrand in de gemeentelijke afvalverbrandingsinstallatie Gansevoort op 25th Street, New York's lower east side. Het verbrande materiaal omvatte ook werk dat alleen maar verbannen was, inclusief 12.189 kopieën van het Orgone Energy Bulletin, 6261 kopieën van het International Journal of Sex Economy and Orgone Research, 2900 kopieën van Emotional Plague Versus Orgone Biophysics, 2976 kopieën van Annals of the Orgone Institute, en gebonden kopieën van meerdere van zijn boeken, inclusief The Sexual Revolution, Character Analysis en The Mass Psychology of Fascism. Dit is een van de grootste daden van censuur in de moderne geschiedenis van de Verenigde Staten genoemd.

## Trivia
- In de clip Cloudbusting van Kate Bush wordt zijn rol vertolkt door Donald Sutherland en Kate Bush vertolkt de rol van Reichs zoontje Peter.[17]
- In Nederland bevindt zich een orgon-accumulator in de galerie van Joe Cillen te Rotterdam.
- De kunstenaar Marc Newson heeft, geïnspireerd door het werk van Reich, onder meer orgonvormige meubels ontworpen.